# Królestwo niebieskie (film 2005)
Królestwo niebieskie (ang. Kingdom of Heaven) – amerykański dramat historyczny z 2005 roku w reżyserii Ridleya Scotta, zrealizowany w koprodukcji międzynarodowej, z Orlandem Bloomem w roli głównej.

## Opis fabuły
Jest rok 1184. Młody kowal Balian traci żonę i syna. Pogrążonego w żałobie odnajduje rycerz Godfrey z Ibelinu (Liam Neeson), który okazuje się jego ojcem. Godfrey namawia Baliana – swego nieślubnego syna – by u jego boku wyruszył z misją do Ziemi Świętej. Balian zgadza się na podróż, gdyż chce odkupić winy swoje i swojej rodziny. W czasie podróży dochodzi do walki, w której Godfrey zostaje raniony strzałą. Gdy krzyżowcy docierają do Mesyny, Godfrey umiera. Po dotarciu do Jerozolimy Balian otrzymuje tytuły i ziemie swojego ojca. Zakochuje się w siostrze króla, pięknej księżniczce Sybilli (Eva Green). Po śmierci króla Baldwina IV władzę w Jerozolimie przejmuje baron Gwidon z Lusignan. Żądny krwi Lusignan doprowadza do wojny z Saladynem, wodzem muzułmanów. W bitwie pod Hittin ginie większość rycerzy Jerozolimy, a Gwidon dostaje się do niewoli. Saladyn maszeruje z armią, aby zająć Jerozolimę. Tymczasem Balian przygotowuje się do obrony miasta. Wkrótce oddziały Saladyna docierają pod mury i zaczyna się bitwa. Balian dzielnie odpiera atak muzułmanów od wieczora do świtu, gdy to Saladyn chce z nim rokować. Balian godzi się poddać miasto, jeśli muzułmanie puszczą wolno mieszkańców i rycerzy – i tak się staje.
W ostatniej scenie Balian mieszka w drewnianej chatce. Przybywa do niego król Anglii, lecz Balian ukrywa swoją tożsamość, mówiąc, że jest tylko kowalem. Na końcu Balian i Sybilla odjeżdżają konno.

## Obsada
- Orlando Bloom – Balian z Ibelinu
- Eva Green – Sybilla Jerozolimska
- Liam Neeson – Godfrey z Ibelinu (częściowo oparty na Barisanie z Ibelinu)
- Jeremy Irons – Tyberiasz (oparty na Rajmundzie III)
- Marton Csokas – Gwidon z Lusignan
- David Thewlis – szpitalnik
- Edward Norton – król Baldwin IV Trędowaty
- Brendan Gleeson – Renald de Chatillon
- Jon Finch – Herakliusz, patriarcha Jerozolimy
- Ghassan Massoud – Saladyn
- Nasser Memerzia – muzułmański dostojnik
- Velibor Topic – Almaric
- Alexander Siddig – Imad al-Din al-Isfahani
- Michael Sheen – ksiądz
- Kevin McKidd – angielski sierżant
- Tim Barlow – stary strażnik
- Jouko Ahola – Odo
- Iain Glen – król Ryszard Lwie Serce
- Christian Boeving – żołnierz (niewymieniony w czołówce)

i inni. Opracowano na podstawie materiału źródłowego.

## Produkcja
Film kręcono w Hiszpanii i Maroko.

## Odbiór
Stephanie Zacharek, pisząc dla lewicowego serwisu Salon.com, zaczyna swoją recenzję od słów „Jedna z postaci [w filmie] chwali się: «Raz walczyłem dwa dni ze strzałą w jądrze». Po przesiedzeniu tej niedoszłej epopei o krucjatach wiem, co czuł”. Następnie, recenzentka chwali grę Nortona, Massouda, Thewlisa, Ironsa oraz Green. Niepochlebnie wyraziła się natomiast na temat gry Blooma, stwierdzając też, że aktor ten nie pasuje do roli Baliana. Chwaliła również zdjęcia Mathiesona, pisząc „[pokazuje] nam wiele wspaniałych, rozległych krajobrazów”. Skrytykowała natomiast ilość bitew, które jej zdaniem zamieniają film w „jedną długą, szarą smugę akcji z kilkoma rozmowami w środku”. Krytykuje również sposób opowiadania historii, który nazywa „mętną i uciążliwą narracją”. Negatywnie odniosła się też do przesłania filmu: „Scott [...] szczerze wierzy, że przeszukuje historię w poszukiwaniu ważnych lekcji moralnych, które możemy wykorzystać dzisiaj, i uważa, że jest wnikliwy, stosując zawiłe, ale ostatecznie uproszczone narracje [w stosunku] do skomplikowanych współczesnych problemów”. Stephanie Zacharek podsumowuje recenzje, pisząc: „Zdaniem Scotta, to nie religia jest źródłem problemów świata – są nim ludzie. Ale jeśli potrzebujemy filmu, który by nam o tym powiedział, to «Królestwo Niebieskie» z pewnością nim nie jest”.
W 2005 roku James Berardinelli, krytyk filmowy, pozytywnie pisał o grze aktorskiej Blooma, twierdząc, że „solidnie do niej pasuje”, zauważając jednocześnie, że „...są momenty, kiedy wydaje się, że jest poza swoją ligą, gdy staje naprzeciwko Liama Neesona czy Jeremy'ego Ironsa”. Chwalił też kreację Massouda i Siddiga, negatywnie zaś ocenił grę aktorską Green: „trochę rozczarowującą”. Berardinelli zauważa historyczne nieścisłości: „Tym, czego jednak brakuje «Królestwu Niebieskiemu», jest jego kontekst. Chociaż historia jest uproszczona, aby nie dezorientować widzów, ma się poczucie, że wiele brakuje [...]”. Nie poprzestaje na tym, krytykując opowieść, zwraca bowiem uwagę, że związek Baliana i Sibylli z ważnego elementu fabuły, zostaje zepchnięty do poziomu wątku pobocznego, wątek wrogość między Balianem i Gwidonem zostaje porzucony („wyparowuje”), a polityczne tło jest znacznie okrojone. O przesłaniu pisze: „Jak na ironię, jak na film o jednym z najbardziej nietolerancyjnych okresów w historii ludzkości, Scott głosi tolerancję. [...] Nie sposób nie zanotować analogii do dzisiejszej sytuacji na świecie i nie zauważyć, że Scott przypomina nam odwieczny frazes: ci, którzy nie uczą się z historii, są skazani na jej powtarzanie”. Berardinelli pisze na koniec: „Być może nie wyjdziesz z kina z poczuciem [posiadania] lepszej wiedzy historycznej, ale wyjdziesz z niego zadowolony, że twórcy filmu dostarczyli 145 minut ekscytującego [...] kina”.
Profesor Thomas Madden, mediewista specjalizujący się w dziejach krucjat, nazwał Królestwo niebieskie filmem „śmiertelnie nudnym” i „mieszanką XIX-wiecznego romantyzmu i współczesnego hollywoodzkiego myślenia życzeniowego”. Szeroko komentował również liczne błędy historyczne – „jest ich legion”. Krytykował również przedstawienie chrześcijan: „...pozytywni bohaterowie w tym filmie w ogóle nie są oddani Bogu, a jedynie oddani tolerancji. Z drugiej strony antagoniści są religijnie pobożni, co powoduje, że są albo źli [...] albo szaleni [...]”. Kontynuuje, pisząc „...średniowieczny świat jest przedstawiany w taki sam sposób, w jaki Hollywood postrzega Amerykę: inteligentni ludzie albo nie mają religii, albo nie traktują jej zbyt poważnie. Reszta to prawicowi, chrześcijańscy fanatycy”. Madden stwierdza również: „...nie tylko chrześcijaństwo Scott sterylizuje. W filmie kilkakrotnie pokazano modlących się muzułmanów, ale jedynym pobożnym muzułmaninem jest [...] duchowny domagający się, by Saladyn zaatakował chrześcijan i zdobył Jerozolimę. Przesłanie jest jasne: religia prowadzi do fanatyzmu, a fanatyzm prowadzi do wojen”. Madden podsumowuje: „Problem polega na tym, że [...] Scott, Monahan i główni aktorzy wyraźnie wierzą, że ich historia może pomóc przynieść pokój w dzisiejszym świecie”. Kończy swoją analizę, pisząc: „Trwałemu pokojowi jednak lepiej przysłużyłoby się szczere zmierzenie się z prawdami o naszej wspólnej przeszłości, bez względu na to, jak niepoprawne politycznie by one nie były”.
Swoją recenzję i analizę Krzysztof Izdebski otwiera słowami: "«Królestwo Niebieskie» to niewątpliwie jeden z najsłynniejszych kostiumowych filmów historycznych w dziejach kina." Szybko dodaje, że "Ważnym elementem wzmożonej krytyki «Królestwa Niebieskiego» Ridleya Scotta jest niezwykle twarde zderzenie reżysera z realiami epoki krucjat". Izdebski chwali film za muzykę i kostiumy, o aktorstwie mówi, że jest "dobrego poziomu [...] (naturalnie pomijając Orlando Blooma)", którego grę aktorską ocenia, jako "zwyczajnie sztywną", wyróżnia natomiast Nortona. Choć chwali kilka elementów, np. realia Mesyny, pozycję i stosunek do muzułmanów Tyberiasza vel Rajmunda III, a także wygląd Ibelinu, podobnie jak Madden, wytyka filmowi liczne błędy historyczne, m.in. przedstawienie średniowiecznej Europy, które nazywa "wręcz groteskowym" i "skrajnie nieprawidłowym". Jego zdaniem to celowy zabieg Scotta, tak by widz "wyrobił sobie zdanie o ciemnych wiekach średnich, co [...] łączy się z przedstawieniem cywilizacji arabskiej jako wzoru ucywilizowania i moralnych cnót". Izdebski twierdzi, że "toporny przekaz ideologiczny, porównujący łacinników do zwolenników amerykańskiego imperializmu, może mocno zrazić do tego dzieła". Warto odnotować jego uwagę nt. Saladyna: "«Królestwo Niebieskie» w dużej mierze jest winne utrzymywaniu się stereotypu [...] Saladyna jako nieskazitelnej osobowości" , a dalej pisze "...żył w okresie, gdzie władca musiał być okrutny i przebiegły. Tak samo ma się sprawa z jego wspaniałomyślnością – sięgał po nią wtedy, kiedy była taka potrzeba". Krzysztof Izdebski krytykuje też przedstawienie pobożności, w tym "ukazanie katolickiego kleru jako fanatyków żądnych zabijania niewiernych i traktowania tego jako coś dobrego", a postać Herakliusza nazywa "bodaj najmocniej skrzywdzoną przez Scotta". Izdebski podsumowuje, że gdyby nieścisłości historyczne były jedynym problemem filmu, to ten "...wciąż miałby szansę na wysoką notę. Niestety, kolosalne błędy historyczne mieszają się z błędami logicznymi w samym scenariuszu". Finalnie, ocenia film na 3 w sześciostopniowej skali.
Jakub Ostromęcki również dostrzegł w filmie wpływ naleciałości kulturowych typowych dla społeczeństwa amerykańskiego: „Geoffrey o realiach w Ziemi Świętej: «Nie liczy się urodzenie. Ten, co władał zamkiem, siedzi w rynsztoku, ten, co siedział w rynsztoku, włada zamkiem». Jest to wypowiedź nakręcona pod widza amerykańskiego, odwołująca się do jednego z silniejszych mitów tamtejszego społeczeństwa”.
W serwisie IMDb widzowie ocenili film na 7,3 dziesięciostopniowej skali. Julia Taczanowska i Łukasz Muszyński z redakcji Filmwebu ocenili film na 5 w dziesięciostopniowej skali. W tej samej skali, krytycy ocenili film na 6.4, a widzowie na 7.2.

## Rozbieżności historyczne
Królestwo niebieskie jest krytykowane za szereg rozbieżności z historią, podobnie jak inne filmy Scotta. Z ogólnych rozbieżności można wymienić m.in.:
- Realia średniowiecznej Europy: fabuła filmu zaczyna się w XII w. Te czasy są przedstawione w filmie jako ciemne i mroczne (w warstwie wizualnej – dosłownie[3][8]), jednak w Europie m.in. zakładano wtedy uniwersytety, wprowadzano trójpolówkę, która znacznie zwiększyła plony, a podróż stała się bezpieczniejsza[3][8].
- Zbyt lekceważące lub cyniczne podejście do religii i religijności większości pozytywnych postaci w filmie[3][7][8].
- Brak ukazania sztuki sakralnej, zarówno w Europie[3], jak i w Ziemi Świętej, a nawet brak kościołów[7].

Postacie w filmie również mocno odstają od swoich historycznych odpowiedników. Oto niektóre różnice:
- Balian z Ibelin – nie był mieszkającym w Europie bękartem i kowalem, tylko urodzonym na terenie Ziemi Świętej, prawowitym synem Barisana z Ibelinu i rycerzem oraz bratem Hugona i Baldwina (z Ibelin). Miał być też człowiekiem znanym ze swojego oddania wierze[7]. Żona Baliana nie zabiła się, była nią Maria Komnena, którą syn Barisana poślubił w 1177 r. i z którą spłodził czwórkę dzieci. Balian nie romansował z Sybillą. Również inaczej niż w filmie, syn Barisana wziął udział w bitwie pod Hittin. W Królestwie niebieskim brakuje również epizodu zastraszenia Saladyna przez Baliana – miał on bowiem zagrozić zniszczeniem meczetu Kopuły na Skale, jeśli Saladyn nie odrzuci planu mordu chrześcijańskich mieszkańców Jeruzalem[3][7]. Historyczny Balian nie stawiał również życia mieszkańców ponad obronę Świętego Miasta, które było najważniejsze[3][7][8]. Po okresie przedstawionym w filmie, nie udał się do Europy – został w Ziemi Świętej. Później walczył w III krucjacie i pomagał w negocjacjach, które ją zakończyły.
- Gwidon z Lusignan – nie był templariuszem[8][3].
- Renald z Châtillon – również nie był templariuszem, nie zabił on też siostry Saladyna[8][3].
- Tyberiasz – oparty na historycznym Rajmundzie III z Trypolisu (w filmie postać ta miała otrzymać nowe imię, aby widz nie mylił jej z Renaldem, a wziąć miała się od nazwy twierdzy, Tyberiady[3]). On również walczył w bitwie pod Hittin.
- Baldwin IV Trędowaty – nie nosił masek, zmarł w 1185 r. przed wydarzeniami ukazanymi w filmie, a za jego panowania, muzułmanie nie mogli modlić się w Jerozolimie[3][7].
- Saladyn – głosił na swoich ziemiach potrzebę prowadzenia dżihadu (świętej wojny), której to idei był bardzo oddany[12], nie ukrywał również, że zamierza wymordować chrześcijan po zdobyciu Jeruzalem. Po ww. groźbie Baliana odstąpił od tego planu, jednak nie za darmo – każdy mieszkaniec musiał się wykupić, a kto nie był w stanie, został sprzedany w niewolę[3][7].